# Antropologia de l'art

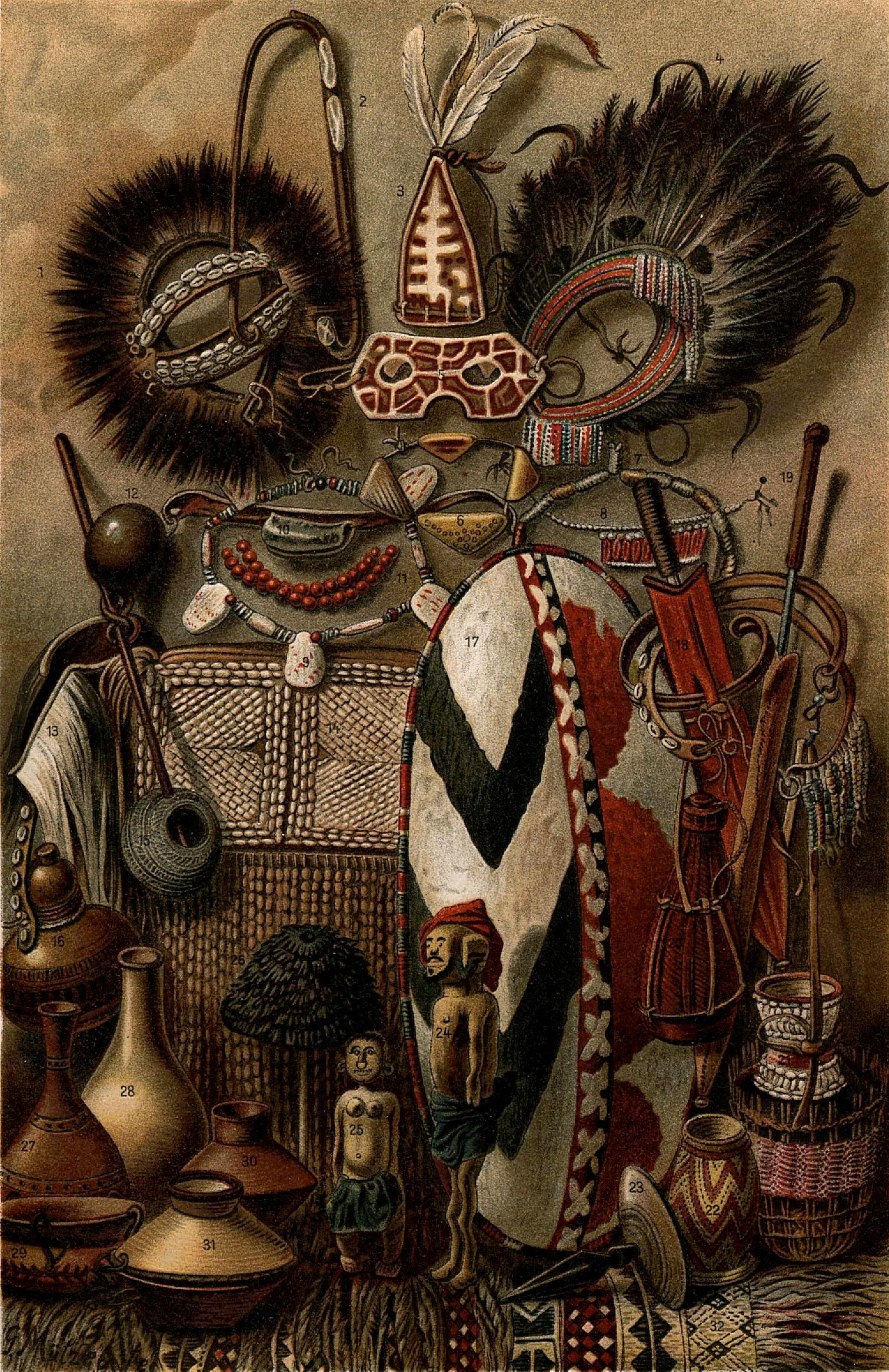
Elements usats en l'art d'una cultura africana

L'antropologia de l'art és una ciència social que històricament intentava estudiar les produccions plàstiques de les societats humanes anomenades tradicionals, prehistòriques o primitives. Com ha succeït amb altres disciplines que depenen de l'antropologia, s'ha ajudat en les darreres dècades d'una ampliació del seu camp d'estudi. En l'actualitat, es correspon més aviat a una anàlisi cultural i simbòlica de la producció artística en totes les seves formes.
L'antropologia de l'art es distingeix de la sociologia de l'art perquè privilegia no la dimensió econòmica, política o mediàtica de les produccions artístiques, sinó que estudia la significació del que aquestes poden representar en la seva cultura d'origen. No són tampoc estudiades pel seu valor intrínsec, com seria el cas de la tasca realitzada per la crítica de l'art.
L'antropologia de l'art estudia què és o què es considera que és l'art en una civilització, societat o cultura determinada. Això inclou el conjunt de tècniques i regles usades per a representar la realitat, i capacitat humana per a produir obres d'art (objectes, coreografies, cançons, indumentària, etc.) "de la mateixa manera que la natura produeix fenomens".